# Bosanski Ostrodlaki Gonic Barak
Bosanski Ostrodlaki Gonic Barak hay Bosanski Oštrodlaki Gonič (tiếng Anh: Bosnian Coarse-haired Hound), còn được gọi là Barak, là một giống chó săn được phát triển ở Bosnia. Giống này thuộc loại scenthound, ban đầu được sử dụng để săn các động vật lớn. Cái tên "Bosanski Oštrodlaki Gonič" được dịch ra có nghĩa là lông thô.

## Lịch sử
Tên đầu tiên của giống chó này là Chó săn Illyria (Illyrian Hound). Ngày nay, giống chó này là hậu duệ của các giống chó bản địa, lai với chó săn chim Ý vào những năm 1890."Những thợ săn địa phương, muốn tạo ra một scenthound hiệu quả, đã phát triển giống chó này vào thế kỷ thứ mười chín, sử dụng những con chó có sẵn." Loại đầu tiên của Istarski Kratkodlaki Gonič nhỏ hơn ngày nay cũng có thể góp phần vào quá trình tạo ra Bosanski Ostrodlaki Gonic Barak.
Bosanski Ostrodlaki Gonic Barak được công nhận bởi Liên minh nghiên cứu chó quốc tế (FCI) vào năm 1965 dưới cái tên "Illyrian Hound". Tên đã được thay đổi để phù hợp với nguồn gốc của nó ở Bosnia. Giống cũng được công nhận bởi Câu lạc bộ đăng ký chó thuần chủng Liên bang (UKC) với cái tên "Barak".

## Mô tả

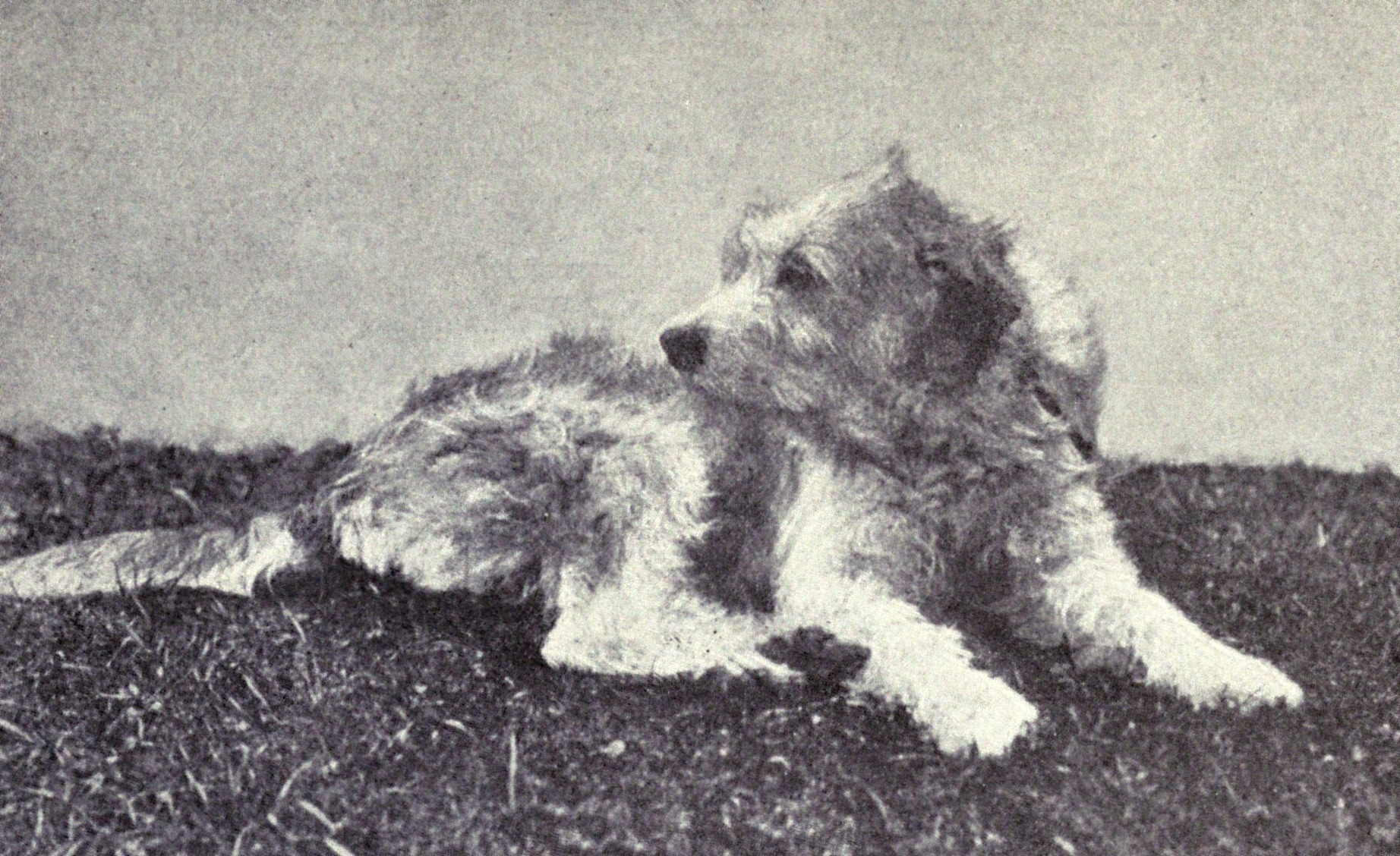
Bosanski Ostrodlaki Gonic Barak từ năm 1915.

### Ngoại hình
Đặc điểm nổi bật nhất của Bosanski Ostrodlaki Gonic Barak là lớp lông cứng màu vàng (lúa mì hoặc đỏ) hoặc màu xám, thường có một đốm trắng trên đầu cùng với các đốm trắng khác. Chiều cao của giống này từ 46–55 cm tại các vai, và trọng lượng là từ 16–24 kg. Con chó thường có đuôi hơi cong lên, và mặt của nó có bộ ria mép và bộ râu rậm rạp.

### Tập tính
Các tiêu chuẩn giống mô tả hành vi của nó như sống động, cũng như can đảm và dai dẳng.